# Samuel B. Pettengill

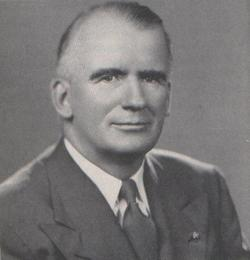
Samuel B. Pettengill

 Samuel Barrett Pettengill (* 19. Januar 1886 in Portland, Oregon; † 20. März 1974 in Springfield, Vermont) war ein US-amerikanischer Politiker. Zwischen 1933 und 1939 vertrat er den Bundesstaat Indiana im US-Repräsentantenhaus.

## Werdegang
Samuel Pettengill war ein Neffe des Kongressdelegierten William H. Clagett (1838–1901) aus Montana. Noch in seiner Jugend zog er mit seinem Vater in die Nähe von Grafton im Staat Vermont, wo er die öffentlichen Schulen besuchte. Anschließend studierte er bis 1904 an der Vermont Academy und danach bis 1908 am Middlebury College. Nach einem anschließenden Jurastudium an der Yale University und seiner im Jahr 1911 erfolgten Zulassung als Rechtsanwalt begann er in South Bend (Indiana) in diesem Beruf zu arbeiten. In den Jahren 1926 bis 1928 saß er dort im Schulrat.
Politisch war Pettengill Mitglied der Demokratischen Partei. Bei den Kongresswahlen des Jahres 1930 wurde er im dritten Wahlbezirk von Indiana in das US-Repräsentantenhaus in Washington, D.C. gewählt, wo er am 4. März 1931 die Nachfolge von Eugene B. Crowe antrat. Nach drei Wiederwahlen konnte er bis zum 3. Januar 1939 vier Legislaturperioden im Kongress absolvieren. In dieser Zeit wurden die meisten der New-Deal-Gesetze der Bundesregierung verabschiedet. Im Jahr 1933 wurden der 20. und der 21. Verfassungszusatz ratifiziert. 1938 verzichtete Pettengill auf eine erneute Kandidatur.
Nach seinem Ausscheiden aus dem US-Repräsentantenhaus praktizierte er wieder als Anwalt. Zwischen 1939 und 1948 schrieb er auch Zeitungsartikel. In den Jahren 1943 bis 1945 war Pettengill Vizepräsident und Berater der Transportation Association of America. Danach war er bis 1948 als Radiokommentator tätig. Von 1949 bis 1956 war er juristischer Vertreter der Firma Pure Oil Co. in Chicago. Anschließend war er bis 1965 Berater der Coe Foundation. Dann zog sich Samuel Pettengill in den Ruhestand zurück, den er in seiner alten Heimat Vermont nahe Grafton verbrachte. Er starb am 20. März 1974 in Springfield und wurde in Grafton beigesetzt.